# 陳飛宇
陳飛宇（英語：Arthur Chen；2000年4月9日—），出生於美国，中国男演员。

## 演艺经历
陳飛宇出生於美国，在北京长大，高中就读于麻省泰伯學院，2019年以外籍学生入读北京电影学院表演系本科，2023年毕业。父亲為中國導演陳凱歌，母亲為中國女演員陳紅。有一哥哥陈雨昂。
2010年12月4日，陈飞宇在陳凱歌執導電影《趙氏孤兒》中首次演出，飾演少年時期的“王”。2016年8月，陳飛宇在古裝魔幻電影《妖貓傳》中擔任導演助理，除了負責照顧影片中的“演員”黑貓Luna的日常生活，還在導演身旁學習拍電影的技巧。
2017年，和父母共同錄製浙江衛視真人秀《熟悉的味道第二季》 ，因陈凯歌一句「阿瑟請坐」成为网络迷因。6月15日，與歐陽娜娜合作對唱的《秘果》推廣曲《秘語》發布，而該歌曲也是陳飛宇首度獻唱的作品。7月7日，根據饒雪漫同名小說改編的青春校園電影《秘果》在全國上映，陳飛宇在電影中飾演敏感帥氣的男主角段柏文；而這也是陳飛宇首次擔任男主角。9月，陈飞宇确定将出演由楊陽執導、根據貓膩同名小說改編的古装励志玄幻剧《將夜》并在剧中饰演男主宁缺。該劇是陳飛宇個人首部電視劇，在劇中飾演的寧缺為了給自家冤案昭雪，最終擔負起家國重任，並成功為家人平反。
2018年，2月12日主演的《將夜》杀青。6月，參與錄製優酷出品的親子綜藝節目《想想办法吧！爸爸》成為固定嘉賓 。9月11日，改编自蝴蝶蓝的同名玄幻小说的《天醒之路》在新疆开机，在劇中飾演男主路平。10月31日，《將夜》在騰訊視頻上線，而陈飞宇也憑藉該劇獲得閱文超級IP風雲盛典暨第四屆中國原創文學風云榜盛典「超級IP新人演員」獎項。
2019年，1月17日主演的《天醒之路》杀青。與劉昊然搭檔主演新中國成立70週年獻禮電影《我和我的祖國》之《白晝流星》，在片中挑戰鄉村流浪兒的形象。6月6日，與何藍逗主演的根據八月長安同名小說改編的青春校園電影《最好的我們》在全國上映，陳飛宇憑余淮一角獲得東京國際電影節金鶴獎「最佳新人獎」及「最具人氣男演員獎」。6月28日，動畫電影《雪人奇緣》宣布陳飛宇加盟影片，為開啟魔力冒險三人組的“哥哥”阿俊獻聲中文配音。7月，參演由陳凱歌執導的現實題材勵志電影《我的少年时代》 。10月，入圍第六屆“中國電視好演員”網劇男演員候選名單。11月，參與演唱中央電影頻道青年演員計劃主題曲《星辰大海》。12月28日，在騰訊視頻星光大賞中獲得「年度飛躍電影演員獎」 。   
2020年1月11日，在微博之夜上獲得「微博年度進取藝人」。1月21日，陳飛宇確認主演由何澍培執導的古裝仙俠劇《皓衣行》，並在劇中飾演愛憎分明、至情至性的墨燃，因背負常人難以承受的“原罪”而曾經短暫迷失，後自我救贖。4月23日，主演的古裝玄幻劇《天醒之路》在愛奇藝和芒果TV聯合播出，在劇中飾演男主路平一角。9月24日，主演的古裝劇《皓衣行》殺青 。
2021年2月初，迷雾剧场新剧《淘金》在云南省澜沧县开机，陈飞宇在剧中饰演一位孤胆少年“淘金新手”，此剧已于4月中旬杀青。7月，参与录制浙江卫视的奇趣探索类综艺节目《嗨放派》并成为固定嘉宾。

## 争议
2023年2月，狗仔「超能攝影陽陽」发布陳飛宇与网红「是亦琳吖」床照。狗仔指出兩人2021年就已經交往，更多次在長沙飯店開房間，女方是陈飞宇《秘果》時期的站姐，而且已經結婚。陳飛宇随后澄清双方交往时各自没有其他对象，并起诉「超能攝影陽陽」侵权。3月，包括「超能攝影陽陽」的5人因「伙同他人通过网络散布他人隐私」，被北京市公安局朝阳分局给予拘留5-7日不等的行政处罚。“超能摄影阳阳”结束拘留后在微博发文称：“从小爸妈就教育我做一个正义勇敢的人，我没有造谣，没有收钱，我无怨无悔。”2024年3月，北京互联网法院作出一审判决：“被告未经许可在发布的微博中使用公布原告个人隐私生活的肖像照片作为文字配图，其行为已构成对原告合法权益的侵害，应承担侵权责任。要求‘超能摄影阳阳’公开赔礼道歉并赔偿精神抚慰金及经济损失共计150000元。”陈飞宇将获赔捐赠至江西省上饶市铅山县红十字会，定向支持抗美援朝老兵的医疗救助和生活补助。“超能摄影阳阳”因自2023年10月起微博禁言尚未解禁，在微信朋友圈回应：“我所报道的事件是真实的。花15w让大家认识一下陈飞宇！”

## 影視作品

### 電視劇
| 年份   | 電視劇名稱           | 角色         | 備註   |
| 2018年 | 《將夜》             | 寧缺         | 網絡劇 |
| 2020年 | 《天醒之路》         | 路平         |        |
| 2022年 | 《淘金》             | 陳保金       | 網絡劇 |
| 2022年 | 《點燃我，溫暖你》   | 李峋         |        |
| 2025年 | 《吃饭跑步和恋爱》   | 甘扬         |        |
| 2025年 | 《献鱼》             | 司马焦/魏焦  | 網絡劇 |
| 待播映 | 《皓衣行》           | 墨燃／墨微雨 | 網絡劇 |
| 待播映 | 《慕胥辞》           | 段胥         |        |
| 待播映 | 《实用主义者的爱情》 |              |        |

### 電影
| 上映日期      | 電影名稱         | 角色           | 備註       | 內地票房            |
| 2010年12月4日 | 《趙氏孤兒》     | 少年时期的“王” | 客串       | 不適用              |
| 2017年7月7日  | 《秘果》         | 段柏文         | 主演       | 國內累計票房788萬   |
| 2019年6月6日  | 《最好的我们》   | 淮             | 主演       | 國內累計票房4.08億  |
| 2019年10月1日 | 《雪人奇缘》     | 阿俊（Jin）    | 配音       | 不適用              |
| 2019年9月30日 | 《我和我的祖国》 | 哈扎布         | 单元剧主演 | 國內累計票房31.69億 |
| 2023年4月28日 | 《倒数说爱你》   | 谷雨轩         | 主演       | 未知                |
| 2023年8月17日 | 《少年时代》     | 顾新桅         | 主演       | 未知                |

## 綜藝節目

### 常驻综艺
| 播放日期                      | 頻道     | 節目名稱           | 備註     |
| 2020年9月30日–10月28日        | 优酷     | 《想想办法吧爸爸》 | 实习爸爸 |
| 2021年8月14日－2021年10月23日 | 浙江衛視 | 《嗨放派》         | 固定成員 |

## 音乐作品
| 發佈日期       | 歌曲名稱             | 影視名稱                             | 合唱藝人                           |
| 2017年7月11日  | 17岁的我，有些话想说 | 電影《秘果》推广曲                   |                                    |
| 2017年6月23日  | 给17岁的自己         | 電影《秘果》主题曲                   |                                    |
| 2017年6月15日  | 秘语                 | 電影《秘果》推广曲                   | 欧阳娜娜 (作詞：吳斌/作曲：林采欣) |
| 2019年6月6日   | 最好的我们           | 電影《最好的我们》主题曲             |                                    |
| 2019年9月30日  | 我和我的祖国         | 電影《我和我的祖国》 主题曲          | 周冬雨、刘昊然、欧豪、朱一龙       |
| 2022年12月10日 | falling you          | 電視剧《点燃我，温暖你(電視)》主題曲 | 张婧儀                             |

## 大型頒獎禮獎項
| 年份   | 頒獎典禮             | 獎項                         | 獲獎作品         |
| ------ | -------------------- | ---------------------------- | ---------------- |
| 2019年 | 阅文超级IP风云盛典   | 超级IP新人奖                 | 《将夜》         |
| 2019年 | 第26届华鼎奖         | 中国古装题材电视剧最佳男演员 | 《将夜》         |
| 2019年 | 东京国际电影节金鹤奖 | 最具人气男演员               | 《最好的我们》   |
| 2019年 | 东京国际电影节金鹤奖 | 最佳新人奖                   | 《最好的我们》   |
| 2019年 | 第11届澳门电影节     | 金莲花最优秀新人             | 《最好的我们》   |
| 2019年 | 腾讯视频星光大赏     | 年度飞跃电影演员             | 《我和我的祖国》 |
| 2019年 | 爱奇艺尖叫之夜       | 年度银幕潜力艺人             | 不適用           |
| 2020年 | 微博之夜             | 微博年度进取艺人             | 不適用           |
| 2020年 | 智族GQ MOTY年度人物  | 年度向上力量                 | 不適用           |
| 2020年 | MAHB時尚先生盛典     | 年度風尚藝人                 | 不適用           |
| 2020年 | 腾讯视频星光大赏     | 2020年度大势艺人             | 不適用           |
| 2021年 | 微博电影之夜         | 年度期待演员                 | 不適用           |